# المتعال (أسماء الله الحسنى)
المُتَعَالِ من أسماء الله الحسنى، وهو القاهر لخلقه بقدرته التامة. وأغلب المفسرين جعلوا هذا الاسم دالًا على علو القهر وهو أحد معاني العلوّ، أي أن المُتعال هو المُستعلي على كل شيء بقدرته، ومعناه أيضًا: المتنزِّه عن صفات المخلوقين، المتعالي عمّا يقول المشركين.

## في القرآن الكريم
ورد اسم الله المُتَعَالِ في القرآن الكريم مرة واحدة، في قوله تعالى: ﴿عَالِمُ الْغَيْبِ وَالشَّهَادَةِ الْكَبِيرُ الْمُتَعَالِ ۝٩﴾

## في السنة النبوية
- ورد من حديث عبد الله بن عمر أنه قال:

| المتعال (أسماء الله الحسنى) | قرأ رسول اللهِ ﷺ هذهِ الآيةَ وهو على المنبرِ: {وَالسَّمَاوَاتُ مَطْوِيَّاتٌ بِيَمِينِهِ سُبْحَانَهُ وَتَعَالَى عَمَّا يُشْرِكُونَ}"، قال: «يقولُ اللهُ: أنا الجبارُ، أنا المتكبرُ، أنا الملكُ، أنا المتعالُ.. يمجِّدُ نفسَه»، قال: فجعل رسولُ اللهِ ﷺ يُردِّدُها حتى رجف به المنبرُ حتى ظننا أنه سيَخِرُّ به. | المتعال (أسماء الله الحسنى) |

## الفرق بين العلي والأعلى والمتعال
- العلي: تعطي صفة العلو بكل المعاني.
- أما الأعلى: ففيه معنى المفاضلة، بمعنى أن له العلو ولا أحد يعلوه، هو الأعلى من كل أحد ومن كل شيء.
- المُتَعَالِ هو القاهر لخلقه بقدرته التامة. وأغلب المفسرين جعلوا هذا الاسم دالًا على علو القهر وهو أحد معاني العلوّ، أي أن المُتعال هو المُستعلي على كل شيء بقدرته،[4] فالفرق بين العليَّ والمتعالي أن العلي فيها معنى علو القهر لكن المتعاليَ فيها علو القهر وزيادة، أي بلغ منزلة عظيمة جدًا في قهره وكبريائه سبحانه وتعالى لعباده.[4]

قال ابن كثير في تفسيره: «المُتَعَالِ على كل شيء قد أحاط بكل شيءٍ علمًا، وقهر كل شيء فخضعت له الرقاب، ودان له العباد طوعًا وكرهًا»، وقال أيضًا: « وهو الكبير المُتَعَالِ، فكل شيء تحت قهره وسلطانه، وعظمته لا إله إلا هو، ولا رب سواه لأنه العظيم الذي لا أعظم منه».
يفرق من يتبع منهج السلف في تفسير معاني الأسماء المشتقة من فعل واحد كالعلي والأعلى والمتعالي ويقولون أن لكل منها موضعه من المعنى وأن كل اسم مما سبق يدل على معنى من معاني العلو، بينما تختلف نظرة المفسرين المتأثرين بمذهب المتكلمين عن ذلك، فهم لا يعطون لهذه الأسماء إلا معنى واحدا.

## أقوال العلماء في اسم الله المتعال
- قال الطّبري:«المُتَعَالِ: المستعلي على كلّ شيء بقدرته، وهو المتفاعل من العلوّ مثل المتقارب من القرب.» [9]
- قال ابن كثير: «المُتَعَالِ على كل شيء قد أحاط بكل شيءٍ علمًا، وقهر كل شيء فخضعت له الرقاب، ودان له العباد طوعًا وكرهًا وهو الكبير المُتَعَالِ، فكل شيء تحت قهره وسلطانه، وعظمته لا إله إلا هو، ولا رب سواه لأنه العظيم الذي لا أعظم منه.»[10]
- قال الخازن في لباب التأويل: «المُتَعَالِ يعني المنزه عن صفات النقص المتعالي عن الخلق، وفيه دليل على أنه تعالى موصوف بالعلم الكامل والقدرة التامة وتنزيهه عن جميع النقائص.»
- وقال ابن عاشور في التحرير والتنوير: «والمُتَعَالِ: المترفع. وصيغت الصفة بصيغة التفاعل للدلالة على أن العلو صفة ذاتية له لا من غيره، أي الرفيع رفعة واجبة له عقلاً. والمراد بالرفعة هنا المجاز عن العزة التامة بحيث لا يستطيع موجود أن يغلبه أو يكرهه، أو المنزه عن النقائص كقوله عز وجل ﴿تعالى عما يشركون﴾.[11]»
- وقال الشعراوي في تفسيره: «وقول الحق سبحانه في وصف نفسه المُتَعَالِ يعني أنه المُنزَّه ذاتاً وصفاتاً وأفعالاً؛ فلا ذات كذاته؛ ولا صفة كصفاته، ولا فعل كفعله، وكل ما له سبحانه يليق به وحده، ولا يتشابه أبداً مع غيره.»

## معني الاسم في اللغة
المُتَعَالِ من تعالى، يتعالى فهو مُتَعالٍ، صيغة مُتَفاعل. وهو أبلغ من الفعل علا لأن زيادة المبنى دليل على زيادة المعنى، التعالي هو الارتفاع، تقول العرب في النداء للرجل: تعالَ بفتح اللام، والاثنين تعالا، والرجال تعالَوْا، وللمرأة تعالِي وللنساء تعالِين. ولا يبالون أين يكون المدعو في مكان أعلى من مكان الداعي أو مكان دونه.

## أنواع العلو
1. علو الذات، [12] فالله تبارك وتعالى مستو على عرشه، وعرشه فوق مخلوقاته، كما قال تعالى: ﴿الرَّحْمَنُ عَلَى الْعَرْشِ اسْتَوَى ۝٥﴾.[13]
2. علو القهر والغلب، قال تبارك وتعالى: ﴿وَهُوَ الْقَاهِرُ فَوْقَ عِبَادِهِ﴾.[14]
3. علو المكانة والقدر، فله المثل الأعلى كما في قوله تعالى: ﴿وَلِلّهِ الْمَثَلُ الأَعْلَىَ﴾،[15] وقوله:﴿وَهُوَ الَّذِي يَبْدَأُ الْخَلْقَ ثُمَّ يُعِيدُهُ وَهُوَ أَهْوَنُ عَلَيْهِ وَلَهُ الْمَثَلُ الْأَعْلَى فِي السَّمَاوَاتِ وَالْأَرْضِ وَهُوَ الْعَزِيزُ الْحَكِيمُ ۝٢٧﴾[16] حيث أنه له الصفات العليا التي لا يستحقها غيره، فالله هو الإله الواحد الأحد، وهو متعال عن الشريك والمثيل والند والنظير:﴿قُلْ هُوَ اللَّهُ أَحَدٌ ۝١ اللَّهُ الصَّمَدُ ۝٢ لَمْ يَلِدْ وَلَمْ يُولَدْ ۝٣ وَلَمْ يَكُنْ لَهُ كُفُوًا أَحَدٌ ۝٤﴾[17]